# Christoph Heinrich von der Lühe
Christoph Heinrich von der Lühe, död 1709 i Poltava, var en svensk hovtrumpetare i Stockholm.

## Biografi
Christoph Heinrich von der Lühe var son till en trumpetare. Han spelade trumpet och arbetade som hovtrumpetare i Stockholm. von der Lühe avled i slaget vid Poltava.

### Familj
von der Lühe var gift med en syster till hovtrumpetaren Johan Wilhelm Pettersson.